# Filip Rada
Filip Rada (ur. 5 września 1984) – czeski piłkarz grający na pozycji bramkarza.